# Јуми Ватанабе
Јуми Ватанабе (јап. 渡邊 由美; 2. јул 1970) бивша је јапанска фудбалерка.

## Репрезентација
За репрезентацију Јапана дебитовала је 1988. године. Са репрезентацијом Јапана наступала је на Светском првенству (1991). За тај тим одиграла је 19 утакмица и постигла је 2 гола.

## Статистика
| Јапан  | Јапан | Јапан |
| Год.   | Ута.  | Гол.  |
| ------ | ----- | ----- |
| 1988   | 2     | 0     |
| 1989   | 9     | 2     |
| 1990   | 6     | 0     |
| 1991   | 2     | 0     |
| Укупно | 19    | 2     |